# Loi du Christ
 (avril 2024).
La mise en forme du texte ne suit pas les recommandations de Wikipédia : il faut le « wikifier ».
Les points d'amélioration suivants sont les cas les plus fréquents. Le détail des points à revoir est peut-être précisé sur la page de discussion.
- Les titres sont pré-formatés par le logiciel. Ils ne sont ni en capitales, ni en gras.
- Le texte ne doit pas être écrit en capitales (les noms de famille non plus), ni en gras, ni en italique, ni en « petit »…
- Le gras n'est utilisé que pour surligner le titre de l'article dans l'introduction, une seule fois.
- L'italique est rarement utilisé : mots en langue étrangère, titres d'œuvres, noms de bateaux, etc.
- Les citations ne sont pas en italique mais en corps de texte normal. Elles sont entourées par des guillemets français : « et ».
- Les listes à puces sont à éviter, des paragraphes rédigés étant largement préférés. Les tableaux sont à réserver à la présentation de données structurées (résultats, etc.).
- Les appels de note de bas de page (petits chiffres en exposant, introduits par l'outil «  Source ») sont à placer entre la fin de phrase et le point final[comme ça].
- Les liens internes (vers d'autres articles de Wikipédia) sont à choisir avec parcimonie. Créez des liens vers des articles approfondissant le sujet. Les termes génériques sans rapport avec le sujet sont à éviter, ainsi que les répétitions de liens vers un même terme.
- Les liens externes sont à placer uniquement dans une section « Liens externes », à la fin de l'article. Ces liens sont à choisir avec parcimonie suivant les règles définies. Si un lien sert de source à l'article, son insertion dans le texte est à faire par les notes de bas de page.
- La présentation des références doit suivre les conventions bibliographiques. Il est recommandé d'utiliser les modèles {{Ouvrage}}, {{Chapitre}}, {{Article}}, {{Lien web}} et/ou {{Bibliographie}}. Le mode d'édition visuel peut mettre en forme automatiquement les références.
- Insérer une infobox (cadre d'informations à droite) n'est pas obligatoire pour parachever la mise en page.

Pour une aide détaillée, merci de consulter Aide:Wikification.
Si vous pensez que ces points ont été résolus, vous pouvez retirer ce bandeau et améliorer la mise en forme d'un autre article.
"La loi du Christ" (ὁ νόμος τοῦ Χριστοῦ) est une phrase du Nouveau Testament. Les versets bibliques relatifs se trouvent dans les épîtres de Paul dans l'épître aux Galates et entre parenthèses (ἔννομος Χριστῷ "étant soumis à la loi du Christ") dans la Première épître aux Corinthiens.
Certains Chrétiens tiennent à croire que la crucifixion de Jésus-Christ et l'inauguration de la Nouvelle Alliance de Jérémie 31:31-37 et Ezekiel 37:22-28 "remplace" ou "accomplit" ou "honore" la Loi mosaïque se trouvant dans la Bible hébraïque. Des théologiens des deux alliances, le mouvement Hebrew Roots, et le judaïsme messianique sont tous des exemples de groupes rejetant cette croyance.
Relativement proche sont les sujets des Points de vue chrétiens sur l'Ancienne Alliance, Racines juives du christianisme, Paul de Tarse et le judaïsme, ainsi que L'éthique chrétienne.

## Dans les épîtres de Paul

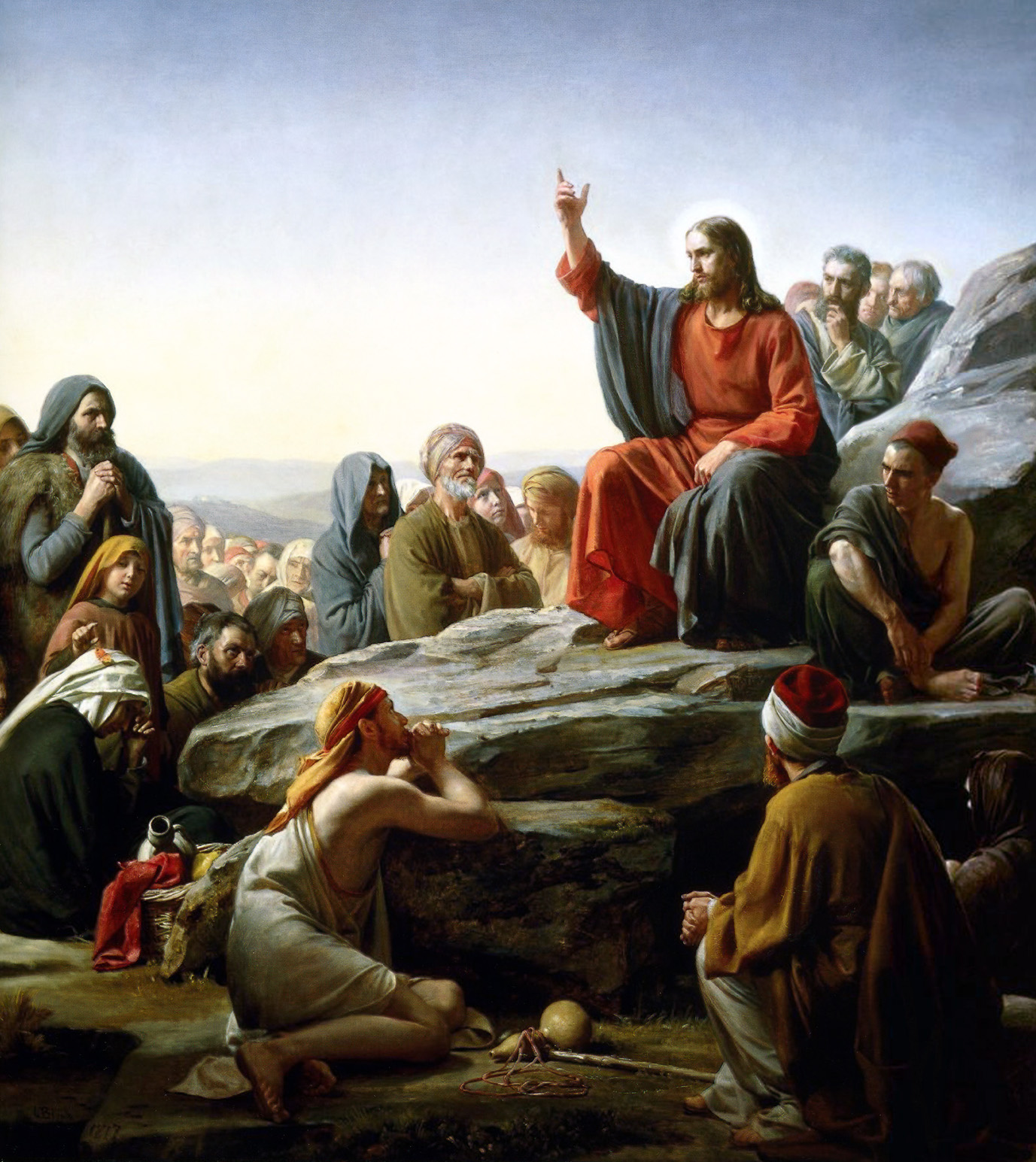
Le célèbre Sermon sur la Montagne de Jésus dans lequel il commenta la Loi mosaïque. Les Chrétiens croient que Jésus est le médiateur de la Nouvelle Alliance.

Dans les épîtres aux Galates, écrit par l'apôtre Paul à un nombre de communautés du judéo-christianisme dans la province Romaine de Galatie en Asie mineure, il rédigea : « Portez les fardeaux les uns des autres : ainsi vous accomplirez la loi du Christ. » (Galates 6:2, AELF). Cette phrase apparaît une fois et n'est jamais définie. Il fut suggéré que « la loi du Christ » pourrait être une allusion au Grand Commandement (« aime ton prochain ») ou le Commandement Nouveau (aimez-vous les uns les autres ; comme je vous ai aimé"). D'autres proposent cette phrase comme étant simplement un autre nom de « la loi de Dieu » comme les chrétiens croient que le Messie est Dieu.
Possiblement relié, dans une lettre aux judéo-chrétiens de Corinthe, Grèce, dans la Première épître aux Corinthiens, Paul écrivit : "Avec les sans-loi, j’ai été comme un sans-loi, moi qui ne suis pas sans loi de Dieu, mais sous la loi du Christ, pour gagner les sans-loi." (1 Corinthiens 9:21, AELF).
Ce n'est pas clair ce que Paul veut dire par la phrase, "la loi du Christ". Bien que Paul mentionne la loi Biblique de nombreuses fois et prêcha à propos des sujets des Dix Commandements tel que l'idolâtrie, il dément systématiquement que le salut, ou la justification, est basé sur "les œuvres de la loi", cependant le sens de cette phrase est également disputé par les intellectuels, voir par exemple la Nouvelle perspective sur Paul.

## Dans les évangiles
De nombreux Chrétiens croient que le Sermon sur la Montagne est une forme de commentaire sur les Dix Commandements. Il présente Jésus comme le vrai interprète de la Loi Mosaïque. Dans l'Exposition de la Loi, Jésus disait qu'il n'est pas venu pour abolir la loi ou les prophètes, mais pour accomplir (Matthieu 5:17). Jésus avertit explicitement d'une lourde conséquence à ceux qui violent et enseignent aux autres à transgresser une au moins des commandements de Dieu (Matthieu 5:19) Dans la version non canonique de l'Évangile selon Marcion de Luc 23:2 nous trouvons la prolongation : "Nous avons trouvé cet homme pervertissant la nation et détruisant la loi et les prophètes".
Tandis que le Nouveau Testament rapporte de nombreux adages uniques de Jésus qui pourraient être décrits comme "commandements", il n'en rapporte qu'un qui est explicitement identifié comme tel. Il s'agit du Commandement Nouveau de Jean 13:34-35 que les disciples devaient s'aimer les uns les autres comme il les a lui-même aimé.
Parfois, Jésus fait référence aux commandements de Dieu à partir des textes sacrés de l'Ancien Testament . En Matthieu 22:36-40, un avocat Pharisien demanda à Jésus "Maître, dans la Loi, quel est le grand commandement ?" Jésus lui répondit : "Tu aimeras le Seigneur ton Dieu de tout ton cœur, de toute ton âme et de tout ton esprit. Voilà le grand, le premier commandement. Et le second lui est semblable : Tu aimeras ton prochain comme toi-même. De ces deux commandements dépend toute la Loi, ainsi que les Prophètes."
De tels commandements, comme discuté ou relié au Christ, sont généralement perçus comme une base de l'éthique chrétienne.

## Dans l'épître de Jacques
Jacques 2:8-13 emploie la phrase d'une "loi du Royaume" et "loi de liberté" en référence au Grand Commandement, partie du Lévitique 19:18.

« Tu aimeras ton prochain comme toi-même. »

## Interprétations théologiques
Dans sa Somme théologique, une section de la Somme connue comme le Traité de droit, Saint Thomas d'Aquin parle de la Loi du Christ comme la "Loi Nouvelle". Il déclare qu'elle était presque contenue dans la loi Ancienne, qu'il s'agit de l'Ancien Testament, comme une graine mais seulement amenée à la perfection par Jésus-Christ qui l'a parfaitement accompli. Les fins de l'Ancien et du Nouveau sont un et le même, étant soumis à l'ordre de Dieu, mais ils sont différents en cela la Loi Nouvelle permet d'atteindre la fin possible. En attendant, puisque toute loi a finalement une référence à la Raison Divine gouvernant toute choses, la Loi Nouvelle contient et aide l'être humain à accomplir du Droit Naturel qui prescrit des actions de vertu. Ainsi, d'Aquin définit la Loi Nouvelle comme "la grâce elle-même du Saint Esprit, qui est donnée à ceux qui croient en Christ", mais ajoute également que "contient certaines choses qui nous dispose à recevoir la grâce du Saint Esprit, et concernant l'emploi de cette grâce." Par conséquent, "la Loi Nouvelle est à la première place une loi qui est inscrite en nos cœurs, mais qu'accessoirement est une loi écrite".
Le théologien catholique Bernhard Häring présente la Loi du Christ comme Christ lui-même en sa personne puisque Jésus était capable d'accomplir la loi et de nous fournir avec l'effet de cette accomplissement.
Le théologien évangélique Douglas J. Moo déclate que "la loi du Christ" est connectée à la Loi Mosaïque, par exemple que neuf des Dix Commandements sont inclus.
George R. Law affirme que la Nouvelle Alliance est la Loi du Christ, et que les détails sont exprimés dans le Sermon sur la Montagne.

## Voir également
- Antinomisme
- Droit canonique
- Concile de Jérusalem
- Conseils évangéliques
- Loi et Évangile
- Christologie paulinienne
- Chrétiens des lettres rouges